# Comité paritaire de l'industrie de l'automobile
Le comité paritaire de l'industrie de l'automobile est un comité québécois chargé de régir les différents aspects des métiers reliés à l'automobile, notamment la mécanique et le débosselage. Le comité paritaire est divisé en sections dans les différentes régions administratives de la province.
À l'instar d'un syndicat, il veille à la protection de ses membres et à l'application du décret qui détermine les salaires en fonction des compétences des membres. Toute personne œuvrant dans un métier qui est sous l'égide du comité paritaire doit cotiser à ce dernier par un montant prélevé sur ses émoluments, et ce, même s'il cotise simultanément à un syndicat.
Le comité paritaire s'occupe, en outre, de la formation, de l'évaluation ainsi que de la qualification de ses membres.